# Come to Me
Singles de P. Diddy
Nasty Girl
(2005) Tell Me (chanson de Diddy)
(2006)
Come to Me est une chanson du producteur et rappeur américain P. Diddy extraite de son quatrième album studio, Press Play (2006). Il s'agit du premier single de l'album en collaboration avec Nicole Scherzinger, sorti le 12 septembre 2006.

## Classements hebdomadaires
| Classement (2006-2007)                  | Meilleure position |
| --------------------------------------- | ------------------ |
| Allemagne (Media Control AG)            | 6                  |
| Australie (ARIA)                        | 11                 |
| Autriche (Ö3 Austria Top 40)            | 8                  |
| Belgique (Flandre Ultratop 50 Singles)  | 25                 |
| Belgique (Wallonie Ultratop 50 Singles) | 9                  |
| Danemark (Tracklisten)                  | 3                  |
| Écosse (OCC)                            | 5                  |
| États-Unis (Hot 100)                    | 9                  |
| États-Unis (R&B/Hip-Hop Songs)          | 13                 |
| États-Unis (Pop Airplay)                | 21                 |
| États-Unis (Rap Songs)                  | 3                  |
| Europe (Hot 100)                        | 4                  |
| Finlande (Suomen virallinen lista)      | 7                  |
| France (SNEP)                           | 15                 |
| Irlande (IRMA)                          | 5                  |
| Italie (FIMI)                           | 17                 |
| Nouvelle-Zélande (RMNZ)                 | 9                  |
| Pays-Bas (Single Top 100)               | 45                 |
| Royaume-Uni (UK Singles Chart)          | 4                  |
| Royaume-Uni (UK R&B Chart)              | 1                  |
| Slovaquie (IFPI Rádio)                  | 29                 |
| Suède (Sverigetopplistan)               | 44                 |
| Suisse (Schweizer Hitparade)            | 3                  |